# Joannicjusz (Rudniew)
Joannicjusz, imię świeckie Iwan Maksimowicz Rudniew (ur. 8 lutego?/20 lutego 1826 w Wysznim Suworczym, zm. 25 maja?/7 czerwca 1900 w Kijowie) – rosyjski biskup prawosławny.

## Życiorys
Był synem prawosławnego diakona. Ukończył seminarium duchowne w Tule, zaś w 1849 uzyskał w Kijowskiej Akademii Duchownej dyplom magistra teologii i został zatrudniony jako wykładowca Pisma Świętego. 11 października tego samego roku złożył wieczyste śluby mnisze. 6 listopada 1849 został wyświęcony na hierodiakona, zaś dzień później – na hieromnicha. 21 grudnia 1854 otrzymał godność archimandryty. Dwa lata później został inspektorem Kijowskiej Akademii Duchownej. Od 1858 był rektorem seminarium duchownego w Kijowie oraz przełożonym monasteru Objawienia Pańskiego w Kijowie. Od 1859 do 1860 był rektorem Kijowskiej Akademii Duchownej, następnie został przeniesiony na analogiczne stanowisko w Petersburskiej Akademii Duchownej. 
12 czerwca 1861 miała miejsce jego chirotonia na biskupa wyborskiego, wikariusza eparchii petersburskiej. W 1864 został przeniesiony na katedrę saratowską i carycyńską, zaś w 1873 – niżnonowogrodzką i arzamaską. W 1877 otrzymał godność arcybiskupią; w tym samym roku powierzono mu godność arcybiskupa kartlińskiego i kachetyńskiego, egzarchy Gruzji. W 1882 został metropolitą moskiewskim i kołomieńskim. Urząd ten sprawował do 1891, gdy został przeniesiony na katedrę kijowską i halicką. Zmarł w Pustelni Gołosiejewskiej w Kijowie. Pochowany w cerkwi Podwyższenia Krzyża Pańskiego na terenie Bliskich Pieczar Ławry Pieczerskiej obok metropolity Arseniusza (Moskwina).
28 sierpnia 2016 na podstawie decyzji Ukraińskiego Kościoła Prawosławnego Patriarchatu Moskiewskiego został kanonizowany z tytułem świętego biskupa. Uroczystą kanonizację na placu Soborowym na terenie Ławry Pieczerskiej przeprowadził metropolita kijowski i całej Ukrainy Onufry. Wspomnienie liturgiczne metropolity Joannicjusza zostało ustanowione w rocznicę śmierci.